# 帶紋軟梳䲁
帶紋軟梳䲁（學名：Malacoctenus zonifer），為輻鰭魚綱䲁形目脂䲁科軟梳䲁屬的一個種，分布於中東太平洋墨西哥加利福尼亞灣南部向南至瓦哈卡州，包括特雷斯瑪麗亞斯島海域，深度1至10公尺，本魚頭部細長，吻尖，頸背觸鬚一對緊密排列，分枝繁多，眼上方有一根分枝狀的觸鬚，上頜後端上部被眼下骨質覆蓋，上頜外排大齒後無小齒，口腔頂部兩側無齒，背鰭棘與鰭條之間有缺口，成魚在頭部下方鰓瓣前端之間有4-5個鰓孔，側線鱗54-58枚，背部橄欖色，有5條深色鞍狀條紋，中側有一條不規則的深棕色至黑色條紋，喉部和下側呈白色，帶有棕色至黑色的斑點，頭部眼睛後方有一明顯的雙黑點，雄魚頭部顏色較均勻地變黑，雌魚頭部下方有斑點，下鰓蓋上有兩個大斑點，背鰭、尾鰭和胸鰭均有斑點，雄魚斑點較少，背鰭硬棘20枚、背鰭軟條11枚、臀鰭硬棘2枚、臀鰭軟條19枚，體長可達8公分，棲息在岩礁區及礫石區，生活習性不明。